# Região de Eastman

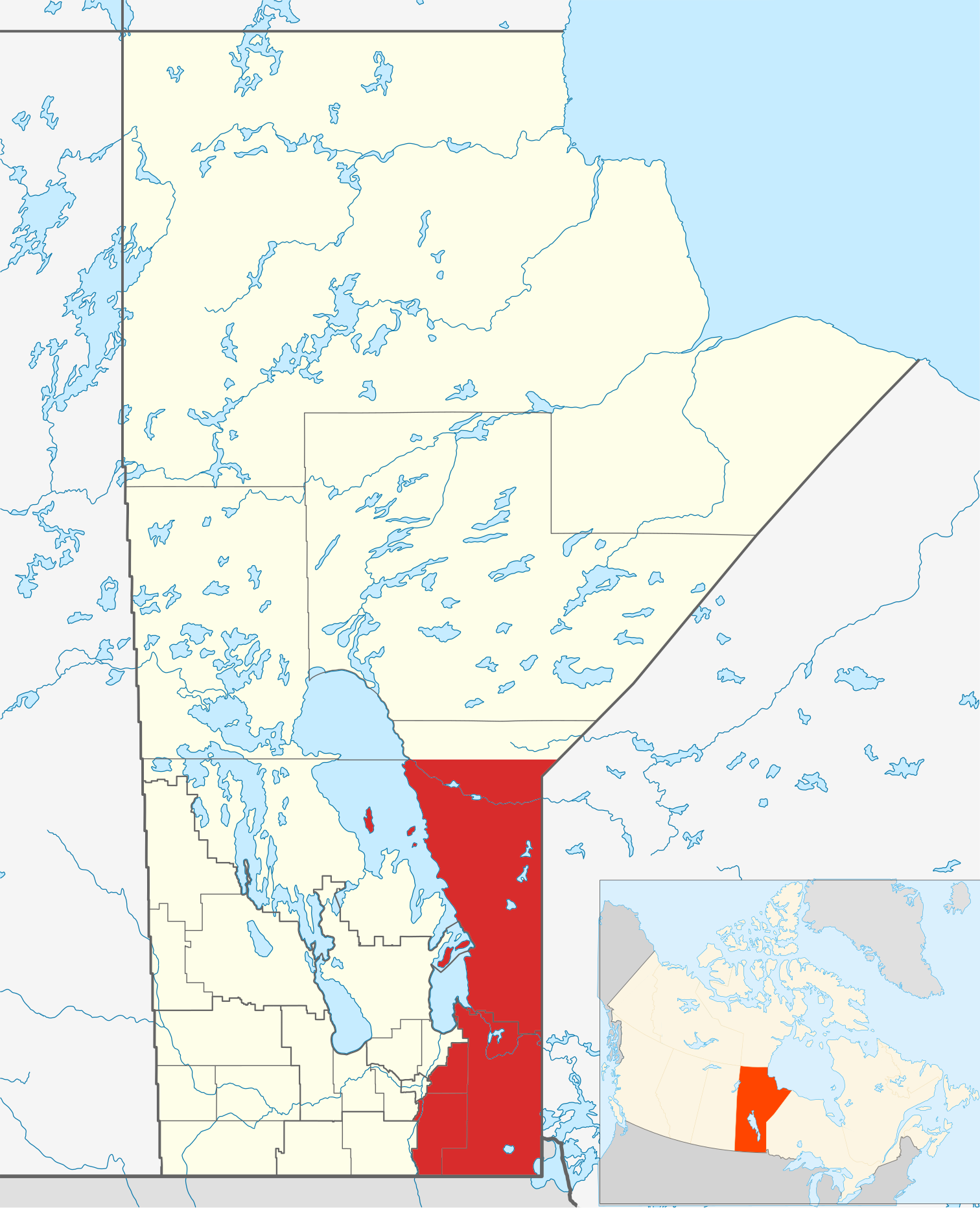
Localização de Eastman em Manitoba.

Eastman é uma região na província canadense de Manitoba. Localiza-se no canto sudeste da província, entre o Rio Vermelho do Norte, a fronteira Manitoba-Ontário, e a fronteira entre o Canadá e os Estados Unidos e o Rio Winnipeg. A cidade de Steinbach é o maior centro populacional da região. A estrada Trans-Canada atravessa o meio da Região Eastman. A região compreende uma população total de 104.535 no censo de 2011. A área de terra total é 21.137,02 km².

## Maiores comunidades
- Beausejour
- Lac du Bonnet
- Niverville
- Pinawa
- Powerview-Pine Falls
- Ste. Anne
- St-Pierre-Jolys
- Steinbach